# لست بخير (فلم)
لست بخير (بالإنجليزية: Not Okay) هو فيلم درامي كوميدي أمريكي ساخر لعام 2022 من سيناريو وإخراج كوين شيبارد، تم إصداره على هولو في 29 يوليو 2022. بدأ التصوير الرئيسي في يوليو 2021 في مدينة نيويورك. واختتم في 12 سبتمبر 2021.

## روابط خارجية
- مقالات تستعمل روابط فنية بلا صلة مع ويكي بيانات